# Kappei Yamaguchi
Mitsuo Yamaguchi (jap. 山口 光雄  Yamaguchi Mitsuo; ur. 23 maja 1965), lepiej znany pod pseudonimem Kappei Yamaguchi (jap. 山口 勝平 Yamaguchi Kappei) – japoński seiyū i aktor pochodzący z Fukuoki, związany z Gokū oraz 21st Century Fox.
Najbardziej znany jest z ról Ranmy Saotome (Ranma ½), Yūya Noda (Miracle Girls), Tombo (Podniebna poczta Kiki), Yattarō (Samuraje z Pizza Kot) InuYasha (InuYasha), Ryūichi Sakuma (Gravitation), L (Death Note), Usopp (One Piece), Hideyoshi (The Law of Ueki) i Kaitō Kid i Shinichi Kudō (Detektyw Conan). Yamaguchi jest również znany jako japoński głos Kyle’a Broflovskiego, Królika Bugsa i Crasha Bandicoot.
Yamaguchi pojawił się w eroge jako Kyōya Ushihisa (jap. 牛久  京也 Ushihisa Kyōya). Po raz pierwszy wystąpił publicznie w Ameryce Północnej podczas Otakon 2008. Był także gościem na Sakura-Con 2009, Animazement w 2010 roku oraz na Kawaii Kon w 2011.

## Filmografia
Ważniejsze role są pogrubione

### Seriale anime
1988
- Dommel (marynarz A)
- Maison Ikkoku

1989
- Oishinbo (Takashi Aikawa)
- Kimba, biały lew (Ken’ichi)
- Chinpui (kilka ról)
- Ranma ½ (Ranma Saotome, Kotarō)
- Warauseerusuman (kilka ról)

1990
- Karakuri Kengō Den Musashi Lord(Jiraiyan (pierwszy))
- Samuraje z Pizza Kot (Yattarō)
- Sore ike! Anpan man (kilka ról)
- Chibi Maruko-chan (Masaru Orihara, Mark)
- Nadia: The Secret of Blue Water (Hamahama)

1991
- Oh! My Konbu (Paisuke Tokonatsu)
- Holly the Ghost (Pikkarin)
- Genji Tsūshin Agedama (Hikari Yumenokōji)
- City Hunter '91

1992
- 21 emon
- Mama wa shōgaku 4 nensei (Hideo Hanada)
- Super Zugan (Hideyuki Toyotomi)
- Boyfriend (Tōru Ogi)

1993
- Cooking Papa (Yoshio Umeda, Kōmi Ueda)
- Yaiba – legendarny samuraj (Kerokichi)
- Shippū! Iron Leaguer (Jūrōta Goku)
- Jungle King Tar-chan (Etekichi)
- Nintama Rantarō (Makinosuke Hanabusa)
- Hime-chan's Ribbon (ratownik)
- Miracle Girls (Yūya Noda)
- YuYu Hakusho (Jin)

1994
- Akazukin Chacha (Chōtarō, Kuranosuke)
- Kidō Butōden G Gundam (Sai Saishi)
- Ginga Sengoku Gun'yūden Rai (Tasuke)
- Mahōjin Guru Guru (książę Nikomo)
- Red Baron (Ken Kurenai)

1995
- Wedding Peach (Takurō Amano)
- Kapitan Jastrząb (Ryō Ishizaki (dorosły))
- Kishin Dōji Zenki (Zenki)
- Gulliver Boy (Gulliver Toscanni)
- Gokinjo Monogatari (Tsutomu Yamaguchi)

1996
- Aka-chan to Boku (Takuya Enoki)
- GeGeGe no Kitarō (Noppera-bō)
- Chōja Reideen (Kyle Moon)
- The Vision of Escaflowne (Chesta)
- B'T-X (Camilla)
- Detektyw Conan (Shin’ichi Kudō, Kaito Kuroba/Kaitō Kid)
- YAT Anshin! Uchū Ryokō (Kanabi)
- Yūsha Shirei Dragon (Rai Utsumi)

1997
- Clamp Gakuen tanteidan (Kentarō Higashikumaru)
- Rewolucjonistka Utena (chłopiec)
- Dr. Slump (Donbe)
- Ninpen Manmaru (Tanutarō)

1998
- Akihabara Dennō Gumi (Biały Książę)
- Cowboy Bebop (Rhint Celonias)
- Jikū Tantei Genshi-kun (Kyōichirō Narugami, Mosby, Wilbur)
- Silent Möbius (Flex)
- Shadow Skill (Low)
- Saber Marionette JtoX (Akashi Shirase)
- Takoyaki Mantoman (Takoyaki Blue)
- DT Eightron (Yūya)
- Totsugeki! Pappara-tai (Martell)
- Bomberman B-Daman Bakugaiden (Midoribon)
- Pokémon (Tōru)
- Fancy Lala (Tarō Yoshida)

1999
- Eden’s Bowy (Yorn)
- Kamikaze kaitō Jeanne (Noin)
- Shūkan Story Land (Yamada, Nagao, Tomekichi)
- Digimon Adventure (Chūmon)
- Betterman (Keita Aono)
- ReReRe no tensai bakabon (kilka ról)
- Czarodziejskie zwierciadełko (3 sezon; Yūichi)

2000
- InuYasha (InuYasha)
- Karakuri Kiden Hiwō Senki (Fubuki)
- Zapiski detektywa Kindaichi (Yōhei Misumi)
- Gravitation (Ryūichi Sakuma)
- Time bokan 2000: Kaitō kiramekiman (ōmu)
- Rokumon Tengai Mon Colle Knights
- One Piece (Usopp, Matsuge, Manticore, Minotaurus, Dogra, Zoro imposter)

2001
- Angelic Layer (Ryō Misaki)
- Galaxy Angel (Max)
- Sabaku no Kaizaku! Capitain Kuppa (Ario)
- Geneshaft (Jean Gadot)
- Sister Princess (Tarō Smith)
- Beyblade (Michael Somers)

2002
- Monkey Typhoon (Gokū)
- Atashin’chi (Fujino)
- Gun Frontier (Tochirō)
- The Twelve Kingdoms (Rokuta)
- Hanada Shōnen Shi (Haruhiko Tawarazaki)
- Pecola (Bashatto)
- Rizelmine (Yuki Iwaki)

2003
- Astro Boy (Anton)
- Zatch Bell! (Danny)
- Space Pirate Captain Herlock: The Endless Odyssey (Tochirō Oyama)
- Rumic Theater (Bettō, Minori, Aizaki)
- Beyblade G Revolution (Michael Sommers)
- Papuwa (Chappy, Gunma)
- Peace Maker Kurogane (Shinpachi Nagakura)
- Mouse (Sorata Muon)

2004
- Space Symphony Maetel (Tochirō Oyama)
- Weiß kreuz Glühen (Sena Izumi)
- Kaiketsu Zorori (Taroppa)
- Doki Doki School Hours (Kenta Suetake)
- DearS (Hikorō Oikawa)
- Yu-Gi-Oh! GX (Daitokuji-sensei)
- Wagamama Fairy Mirmo de Pon! (Dessu)

2005
- Eyeshield 21 (Tarō Raimon)
- Ueki no Hōsoku (Hideyoshi Sōya)
- Gallery Fake (Hakaru Senju)
- Paradise Kiss (Tsutomu Yamaguchi)
- Yuki no Joō 〜THE SNOW QUEEN〜 (Peter)

2006
- Ayakashi (Kaikaimaru)
- Kiba (Hugh)
- Keroro Gunsō (Rekrut Tororo)
- Jigoku shōjo (AD Ījima)
- Super Robot Wars Original Generation: Divine Wars(Task Shinguuji)
- Death Note (L)
- Futari wa Pretty Cure Splash Star (Flappy)
- Demashita! Powerpuff Girls Z (Sōichirō)

2007
- Claymore (Awakened Male 3)
- Kōtetsu Sangokushi (Zhang Liao)
- Hero Tales (Bōhan)
- Seirei no Moribito (Tandol)
- Da Capo II (Wataru Itabashi)
- Tōka Gettan (Tetsupei Kojima)
- Hatara Kids Maihamu Gumi
- Baccano! (Chic Jefferson)
- Blue Dragon (Andropov)
- Pokémon Mystery Dungeon: Explorers of Time and Explorers of Darkness (Chimchar)
- Majin Tantei Nōgami Neuro (Masakatsu Washio)

2008
- RD Sennō Chōsashitsu (Dappu)
- Hell Girl Mitsuganae (Nobuo Nomura)
- Stich! (Kijimunā)
- Da Capo II Second Season (Wataru Itabashi)
- To Love-Ru (Rakosupo)
- Neo Angelique Abyss  (Rene)
- Himitsu ~The Revelation~
- World Destruction (No. 28)
- Wagaya no Oinari-sama. (Ogami ittō)
- One Outs (Satoshi Ideguchi)

2009
- Cobra The Animation: Rokunin no yūshi (Gokū)
- Nowe przygody Kimby, białego lwa (Kicker)
- Doraemon (Walther)
- Negibōzu no Asatarō
- Pandora Hearts (Cheshire Cat)

2010
- Kaidan Restaurant (Baku)
- Super Robot Wars Original Generation: The Inspector (Task Shinguuji)
- Hana Kappa (Garizō)
- Hime Chen! Ōtōgi Chikku Idol Lilpri (Arijiji)
- Mainichi Kāsan (Okita-kun)
- Magic Kaito (Kaito Kuroba/Kaitō Kid)
- You are Umasou (Heart)

2011
- Jewelpet Twinkle☆ (Eringi daijin)
- Dororon Enma-kun Meeramera (Enma)
- Persona4 the ANIMATION (Kuma)
- Maji de Watashi ni Koi Shinasai!! (Ikurō Fukumoto)

2012
- Arashi no yoru ni (Usaru)
- CARDFIGHT!! Vanguard (Zeichiku)
- Kidō Senshi Gundam AGE (Alabel Zoi)
- Tanken Driland (Diaga)
- Digimon Xros Wars (ekakimon)
- Hunter × Hunter (Feitan)

2014
- Magic Kaito 1412 (Kaito Kuroba/Kaitō Kid)